# Бобрун Дмитро Вікторович
Дмитро Вікторович Бобрун (рос. Дмитрий Викторович Бобрун, 2 грудня 1926, с. Зелене, сучасний Кобеляцький район, Полтавська область) — радянський стрілець (кульова стрільба). Чемпіон світу 1954 зі стрільби по рухомій мішені «олень» 25 подвійними пострілами (213 очок). Дворазовий чемпіон світу 1954 і дворазовий чемпіон Європи 1955 у командних змаганнях. Бронзовий призер чемпіонату Європи 1955 в індивідуальних змаганнях. Виступав за СКА (Львів).
З 1949 року виступав за СКА (Львів) і був серед перших стрільців-кульовиків у клубі. Один з найкращих стрільців-кульовиків Європи 1950-х років по рухомих мішенях «олень», «козуля» та в «дуельній» стрільбі.
Шестиразовий чемпіон СРСР, рекордсмен світу та Європи, десятиразовий рекордсмен СРСР в особистому та командному заліку. Підготував 10 майстрів спорту міжнародного класу, понад 100 майстрів спорту СРСР.